# ال مونته (کالیفرنیا)
ال مونته (به انگلیسی: El Monte) شهری در شهرستان لس‌آنجلس، کالیفرنیا ایالت کالیفرنیا است که در سرشماری سال ۲۰۱۰ میلادی، ۱۱۳۴۷۵ نفر جمعیت داشته‌است.